# Sainte-Marie-Lapanouze
Sainte-Marie-Lapanouze is een gemeente in het Franse departement Corrèze (regio Nouvelle-Aquitaine) en telt 61 inwoners (2009). De plaats maakt deel uit van het arrondissement Ussel.

## Geografie
De oppervlakte van Sainte-Marie-Lapanouze bedraagt 6,6 km², de bevolkingsdichtheid is dus 9,2 inwoners per km².
De onderstaande kaart toont de ligging van Sainte-Marie-Lapanouze met de belangrijkste infrastructuur en aangrenzende gemeenten.

## Demografie
Onderstaande figuur toont het verloop van het inwonertal (bron: INSEE-tellingen).